# Řád nizozemského lva
Řád nizozemského lva (nizozemsky De Orde van de Nederlandse Leeuw) je nizozemské vyznamenání existující od roku 1815. Jeho velmistrem je nizozemský král. Existují tři stupně řádu – nositel velkokříže, komandér a rytíř; uděluje se především významným nizozemským umělcům, vědcům a sportovcům.

## Historie a charakteristika
Řád založil dne 29. září 1815 král Vilém I. Nizozemský. Až do roku 1950 byl udělován významným osobnostem veřejného života (generálové, ministři, vysocí úředníci, vedoucí představitelé velkých měst, význační vědci, průmyslníci, umělci), pak hlavně lidem, kteří se zasloužili o rozvoj umění, literatury, vědy nebo sportu – ostatním osobnostem je udělován Řád Oranžsko-Nasavský.
Velmistrem řádu je nizozemský král. Uděluje se ve třech stupních:
- nositel velkokříže (Ridder Grootkruis) – vyhrazeno pro členy královské rodiny, zahraniční hlavy států a vybranou skupinu bývalých ministrů, princů a kardinálů
- komandér (Commandeur) – obvykle udělováno nizozemským nositelům Nobelovy ceny, významným umělcům, spisovatelům a politikům
- rytíř (Ridder) – nejnižší stupeň a jediný, který se uděluje i cizincům.

V minulosti existoval také čtvrtý, nejnižší stupeň řádu – bratr (Broeder). Uděloval se do roku 1960 a v roce 1994, když už nežil žádný jeho nositel, byl zrušen.